# Lindia caerulea
Lindia caerulea är en hjuldjursart som beskrevs av Myers 1933. Lindia caerulea ingår i släktet Lindia och familjen Lindiidae. Inga underarter finns listade i Catalogue of Life.